# Kōstas Antetokounmpo
Kōstantinos Ndubuisi Antetokounmpo, nato Adétòkunbọ̀, detto Kōstas (in greco Κωνσταντίνος o Κώστας Εντουμπουίσι Αντετοκούνμπο?, IPA: [ˈkostas adetoˈkumbo]; Atene, 20 novembre 1997), è un cestista greco con cittadinanza nigeriana.

## Biografia
È il fratello minore dei cestisti Thanasīs e Giannīs Antetokounmpo, quest'ultimo MVP delle stagioni NBA 2018-2019 e NBA 2019-2020.

## Carriera
È stato selezionato dai Philadelphia 76ers al secondo giro del Draft NBA 2018 (60ª scelta assoluta).

## Statistiche
| † | Denota le stagioni in cui ha vinto il titolo |

### NCAA
| Anno      | Squadra       | PG | PT | MP   | TC%  | 3P%  | TL%  | RP  | AP  | PRP | SP  | PP  |
| --------- | ------------- | -- | -- | ---- | ---- | ---- | ---- | --- | --- | --- | --- | --- |
| 2017-2018 | Dayton Flyers | 29 | 6  | 15,1 | 57,4 | 13,3 | 51,6 | 2,9 | 0,4 | 0,2 | 1,1 | 5,2 |
| Carriera  | Carriera      | 29 | 6  | 15,1 | 57,4 | 13,3 | 51,6 | 2,9 | 0,4 | 0,2 | 1,1 | 5,2 |

#### Massimi in carriera
- Massimo di punti: 14 vs George Washington (3 marzo 2018)[2]
- Massimo di rimbalzi: 10 (2 volte)
- Massimo di assist: 3 vs Tennessee Tech (6 dicembre 2017)
- Massimo di palle rubate: 2 vs Akron (25 novembre 2017)
- Massimo di stoppate: 4 vs Hofstra (16 novembre 2017)
- Massimo di minuti giocati: 37 vs Tennessee Tech (6 dicembre 2017)

### NBA

#### Regular Season
| Anno       | Squadra          | PG | PT | MP  | TC%  | 3P% | TL%  | RP  | AP  | PRP | SP  | PP  |
| ---------- | ---------------- | -- | -- | --- | ---- | --- | ---- | --- | --- | --- | --- | --- |
| 2018-2019  | Dallas Mavericks | 2  | 0  | 5,5 | 0,0  | -   | 50,0 | 0,5 | 0,0 | 1,0 | 0,0 | 1,0 |
| 2019-2020† | L.A. Lakers      | 5  | 0  | 4,0 | 100  | -   | 50,0 | 0,6 | 0,4 | 0,0 | 0,0 | 1,4 |
| 2020-2021  | L.A. Lakers      | 15 | 0  | 3,7 | 30,0 | -   | 46,2 | 1,3 | 0,1 | 0,1 | 0,3 | 0,8 |
| Carriera   | Carriera         | 22 | 0  | 4,0 | 37,5 | -   | 47,4 | 1,0 | 0,1 | 0,2 | 0,2 | 1,0 |

#### Massimi in carriera
- Massimo di punti: 7 vs Sacramento Kings (13 agosto 2020)[3]
- Massimo di rimbalzi: 4 (2 volte)
- Massimo di assist: 1 (3 volte)
- Massimo di palle rubate: 2 vs Portland Trail Blazers (20 marzo 2019)
- Massimo di stoppate: 2 vs Minnesota Timberwolves (27 dicembre 2020)
- Massimo di minuti giocati: 11 vs Sacramento Kings (13 agosto 2020)

### Eurolega
| Anno       | Squadra       | PG | PT | MP   | TC%  | 3P%  | TL%  | RP  | AP  | PRP | SP  | PP  |
| ---------- | ------------- | -- | -- | ---- | ---- | ---- | ---- | --- | --- | --- | --- | --- |
| 2021-2022  | ASVEL         | 26 | 3  | 13,1 | 70,0 | 40,0 | 54,8 | 2,6 | 0,3 | 0,5 | 0,7 | 5,8 |
| 2022-2023  | Fenerbahçe    | 14 | 4  | 6,5  | 77,8 | 0,0  | 58,8 | 0,8 | 0,4 | 0,2 | 0,1 | 2,7 |
| 2023-2024† | Panathīnaïkos | 31 | 3  | 7,2  | 63,3 | -    | 39,1 | 1,7 | 0,2 | 0,3 | 0,7 | 2,6 |
| Carriera   | Carriera      | 71 | 10 | 9,3  | 68,8 | 33,3 | 48,6 | 1,9 | 0,3 | 0,4 | 0,6 | 3,8 |

## Palmarès
- Campionato NBA: 1

Los Angeles Lakers: 2020
- Campionato francese: 1

ASVEL: 2021-2022
- Campionato greco: 1

Panathinaikos: 2023-2024
- Eurolega: 1

Panathinaikos: 2023-2024